# Glory and Gore
Glory and Gore è un singolo della cantante neozelandese Lorde, pubblicato l'11 marzo 2014 come quarto estratto dall'album in studio di debutto Pure Heroine.

## Promozione

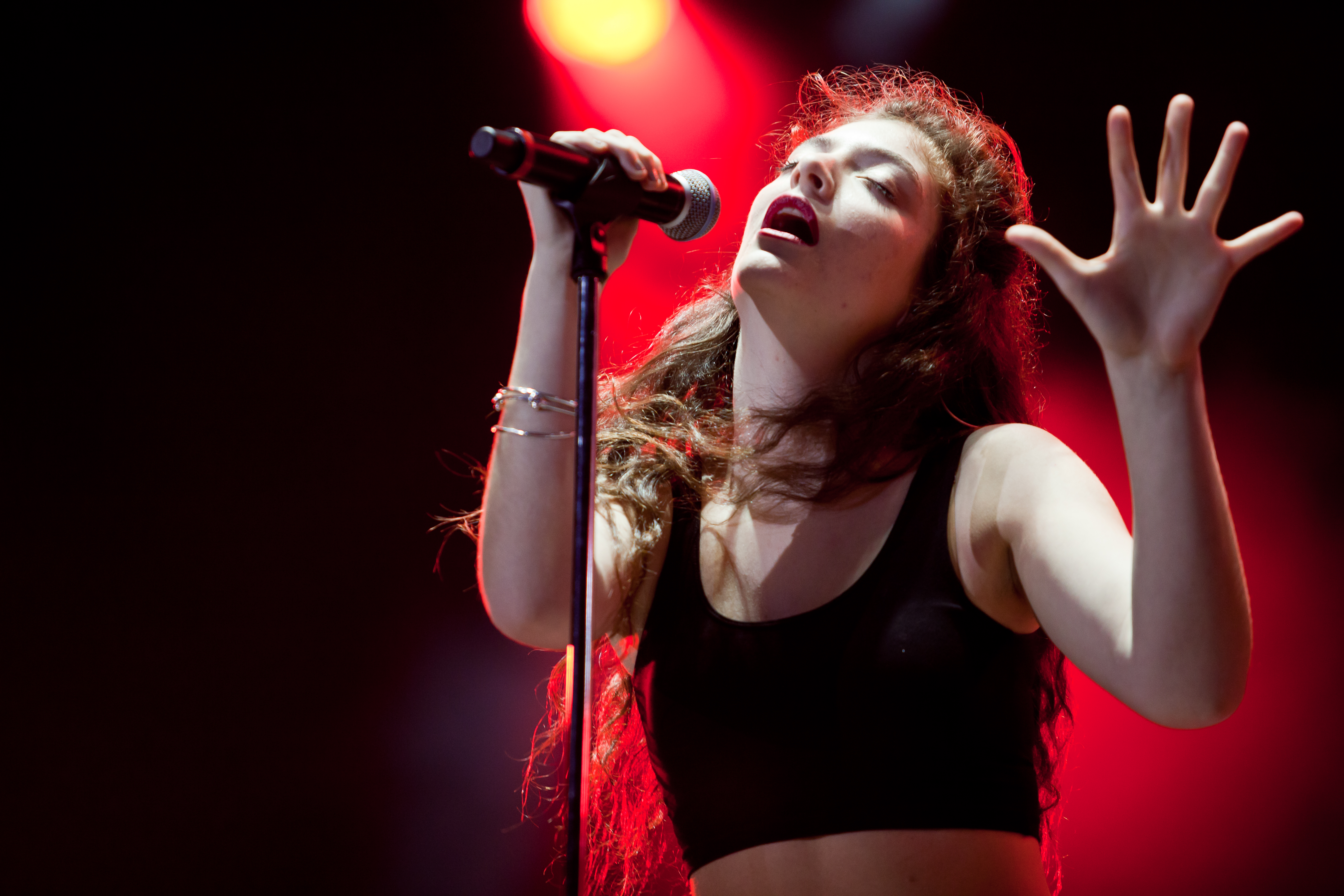
Lorde al Lollapalooza 2014

Il 24 settembre 2013 Lorde ha eseguito la traccia dal vivo per la prima volta in assoluto al Fonda Theatre di Los Angeles, in California. Il 3 ottobre dello stesso anno, la cantante ha tenuto un concerto presso il Warsaw Venue a Brooklyn, eseguendo la canzone insieme ad altre tracce presenti nell'album.
Glory and Gore è stato incluso nella scaletta del concerto al Laneway Festival del 29 gennaio 2014. Tale esibizione è stata lodata Chris Schulz di New Zealand Herald che l'ha definita un «momento saliente». Nello stesso anno, Lorde ha aperto gli spettacoli del Roseland Ballroom e del Coachella Valley Music and Arts Festival con il brano, che ha poi presentato anche al celebre Lollapalooza Festival di San Paolo, in Brasile e Buenos Aires, in Argentina.

## Tracce
1. Glory and Gore – 3:32 (Ella Yelich-O'Connor, Joel Little)

## Classifiche
| Classifica (2013–14) | Posizione massima |
| -------------------- | ----------------- |
| Stati Uniti          | 68                |
| Stati Uniti (rock)   | 9                 |

### Classifiche di fine anno
| Classifica (2014)  | Posizione massima |
| ------------------ | ----------------- |
| Stati Uniti (rock) | 30                |